# Plasa Teaca
Plasa Teaca (în maghiară Teke járás) a fost o unitate administrativă din județul Mureș (interbelic). Plasa Teaca a avut în componență 23 de sate, cu reședința în comuna Teaca.

## Istoric
Până în 1921 a făcut parte din comitatul Cluj. În perioada interbelică a fost înglobată în județul Mureș (interbelic). Plasa Teaca a fost desființată odată cu reforma administrativă comunistă din 1950.

## Demografie
La recensământul din 1930 plasa Teaca număra 22.877 locuitori, dintre care 67,1% români, 14,4% germani, 11,9% maghiari, 0,9% evrei ș.a. Sub aspect confesional populația era alcătuită din 65,4% greco-catolici, 15,2% luterani, 11,3% reformați, 3,9% ortodocși, 2,8% romano-catolici, 0,9% mozaici ș.a.

## Materiale documentare

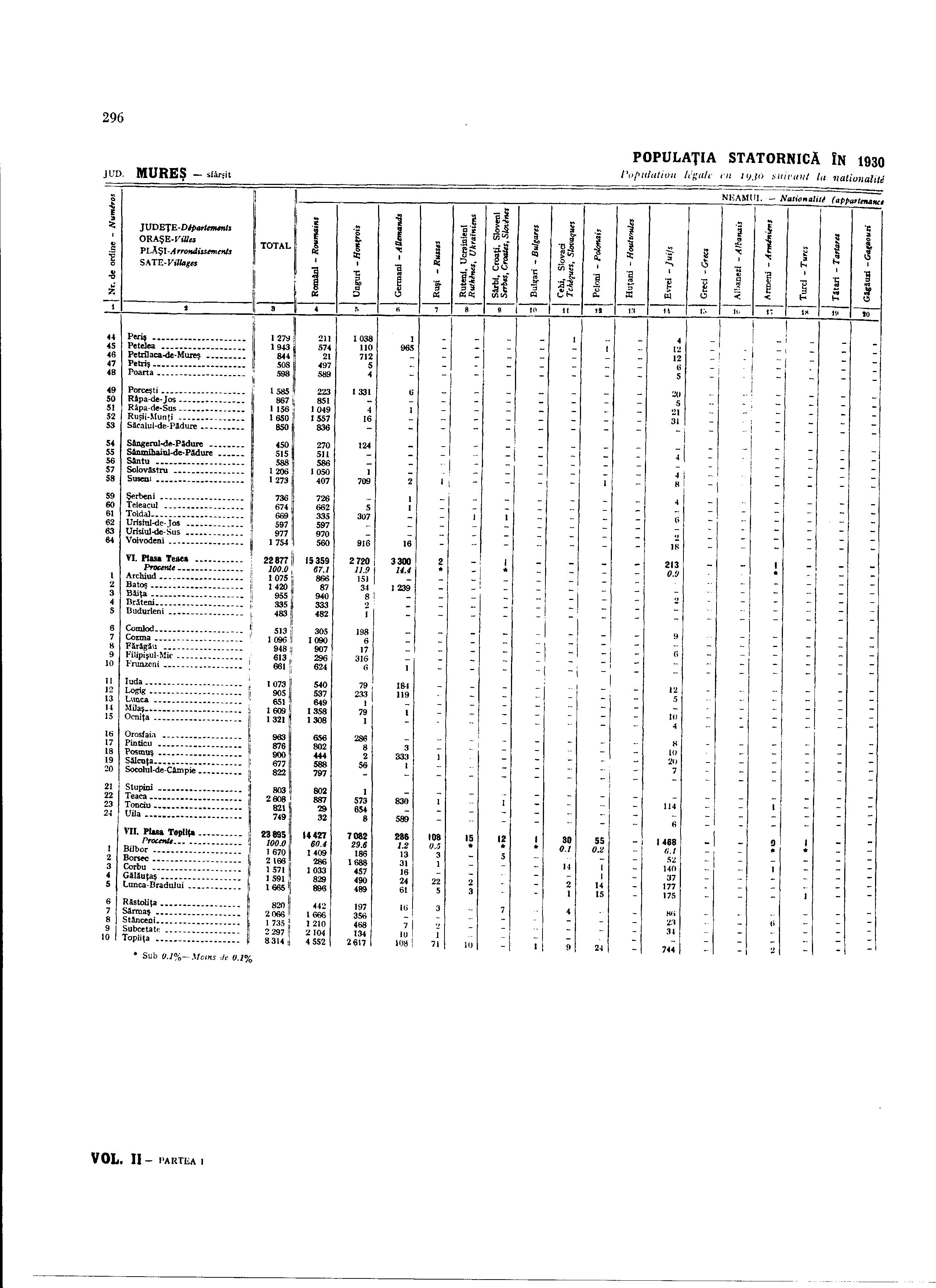
Datele aferente plășii Teaca la recensământul din 1930
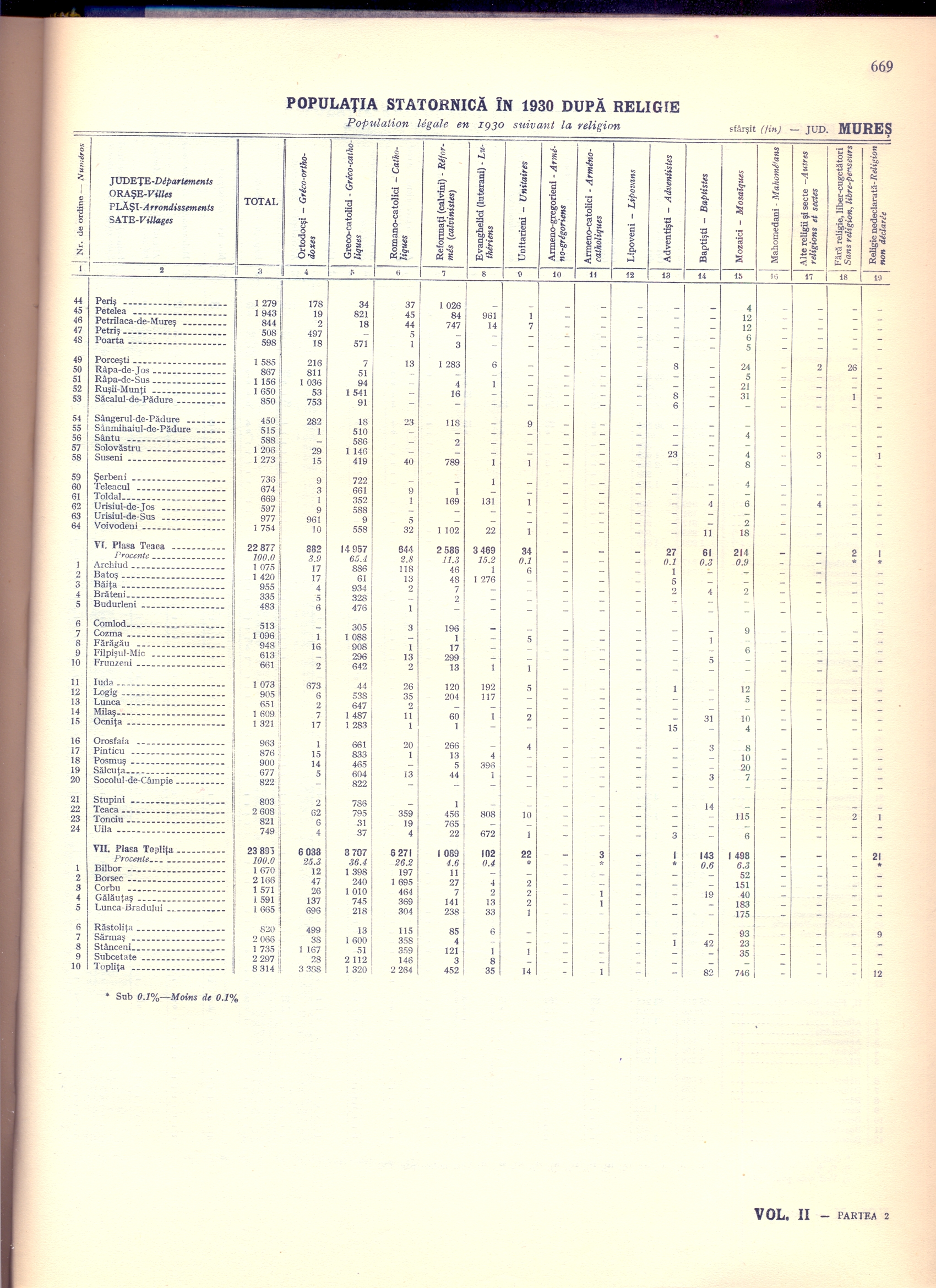

## Alte articole conexe
- Lista județelor și a plășilor din România interbelică
- Localități din România cu nume schimbate
- Plasă